# Producció d'hidrogen
L'hidrogen és comunament produït extraient-lo de combustibles fòssils (habitualment hidrocarburs) per mitjà de processos químics. També pot ser obtingut de l'aigua mitjançant producció biològica en un bioreactor d'algues, o utilitzant electricitat (per electròlisi), processos químics (per reducció química) o calor (per termòlisi), si bé aquests mètodes estan menys desenvolupats en comparació amb la generació d'hidrogen a partir d'hidrocarburs.